# Oberea atropunctata
Oberea atropunctata es una especie de escarabajo longicornio del género Oberea, subfamilia Lamiinae. Fue descrita científicamente por Pic en 1916.
Se distribuye por China y Nepal. Mide 13,5-19 milímetros de longitud. El período de vuelo de esta especie ocurre en los meses de mayo, junio y julio.
Parte de la dieta de Oberea atropunctata se compone de plantas de las familias Celastraceae y Salicaceae.

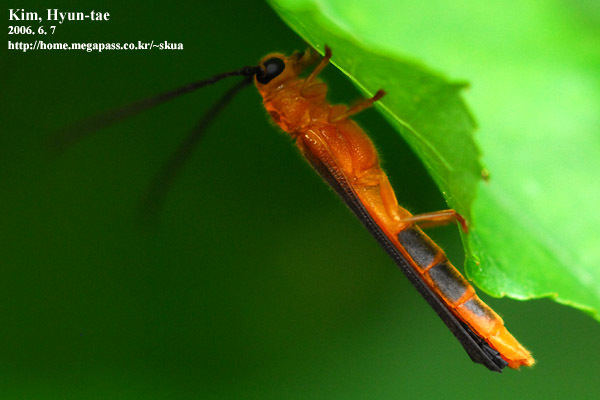
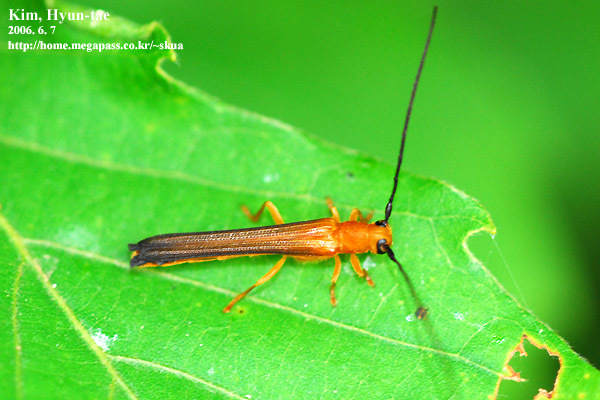
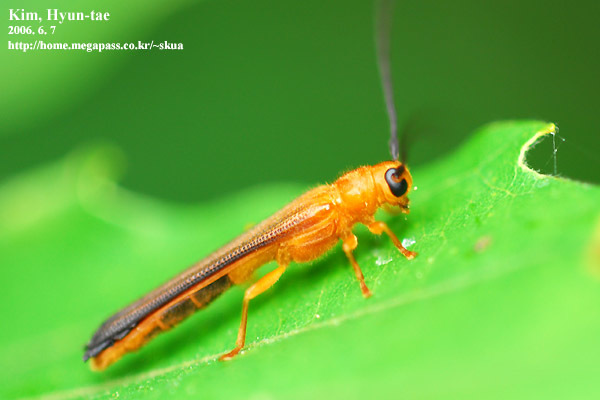